# Jay Rodriguez
Jay Enrique Rodriguez (29 de juliol de 1989) és un futbolista professional anglès que juga de davanter pel Burnley FC de la Premier League.